# 세헤지역
세헤지역(일본어: 瀬辺地駅)은 일본 아오모리현 히가시쓰가루군 요모기타촌에 위치한 동일본 여객철도 쓰가루 선의 철도역이다. 단선 승강장 1면 1선의 구조를 갖춘 지상역이다.

## 역 주변
- 국도 제280호선

## 역사
- 1951년 12월 5일 : 일본국유철도의 역으로서 개업.
- 1967년 4월 1일 : 무인화.
- 1983년 3월 : 간이위탁 폐지, 완전 무인화.
- 1987년 4월 1일 : 일본국유철도 분할 민영화에 의해, 동일본 여객철도가 승계.
- 2000년경 : 역사 신축.

## 인접 역
| 쓰가루 선            | 쓰가루 선   | 쓰가루 선          |
| -------------------- | ----------- | ------------------ |
| 고사와 아오모리 방면 | ■ 쓰가루 선 | 가니타 민마야 방면 |